# Meester van de kroning van Maria

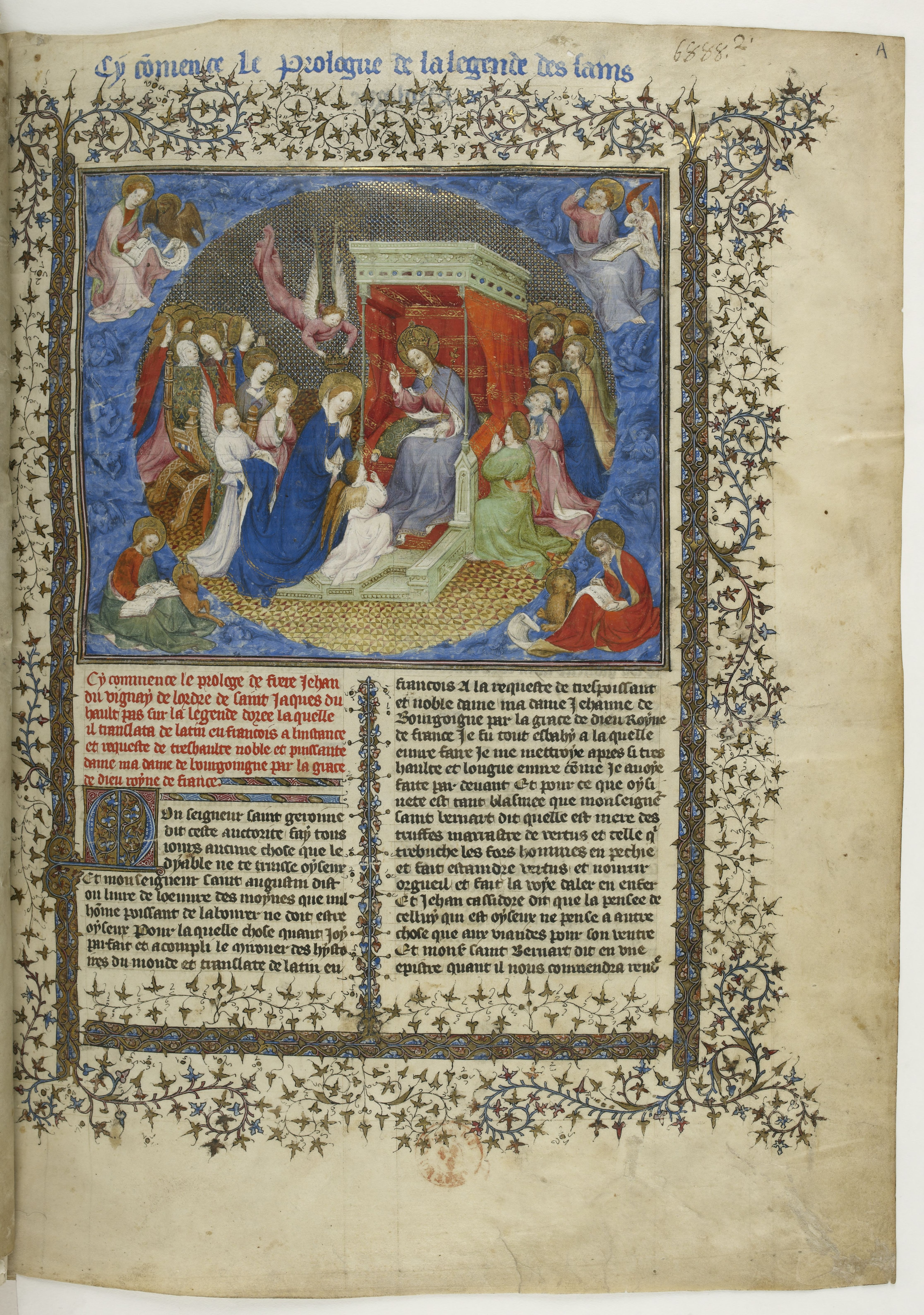
Kroning van Maria uit de La Légende dorée, BnF Français 242.

De Meester van de kroning van Maria is de noodnaam voor een waarschijnlijk Vlaams boekverluchter en kunstschilder die tussen 1399 en 1405 actief was in Parijs. Hij werd genoemd naar de beginminiatuur die de kroning van Maria voorstelt, in een handschrift met de Franse vertaling van de Legenda aurea. Deze miniatuur schilderde hij in 1402. Het handschrift wordt bewaard in de Bibliothèque nationale de France als Français 242.

## Loopbaan
Het was Millard Meiss die de noodnaam bedacht en een corpus met werken van de meester samenstelde. Hij was van oordeel dat de meester afkomstig was uit Vlaanderen en behoorde tot een groep van minstens twee miniaturisten, die Bella Martens de Meester van 1402 had genoemd. De rest van de werken van die groep werden toegeschreven aan de Meester van de Clères Femmes,  genoemd naar zijn verluchting van een vertaling van een werk van Giovanni Boccaccio. De Meester van de kroning van Maria zou de leiding gehad hebben over die groep. Ze werkten vooral voor Filips de Stoute en waren misschien met hem in contact gekomen via de Rapondi’s, kooplui uit Lucca, die kantoren hadden in Brugge en Parijs, en voor Filips boeken kochten.
Voor Filips de Stoute verluchtte deze meester, in opdracht van Jacques Rapondi, een kopie van een vertaling van Boccaccio’s De mulieribus claris met de titel Des Femmes nobles et renommées. Het werk werd aan Filips overhandigd door Rapondi bij de nieuwjaarsfeesten van 1403. Op basis van dit werk kreeg hij van Patrick de Winter de noodnaam Meester van de Femmes nobles et renommées en van Charles Sterling Meester van de Boccaccio van Karel de Stoute. Dit was ongetwijfeld zijn voornaamste werk, dat hij grotendeels alleen verluchtte, en dat beschouwd wordt al een van de hoogtepunten van de boekverluchting uit die periode.

## Stijlkenmerken
De meester tekent energieke dynamische personages in een alerte stijl. Hij is een van de eersten die zijn composities diepte geeft.
Opvallend aan de verluchting van de Historiebijbel is dat de historische gebeurtenissen worden uitgebeeld als eigentijdse, 15e-eeuwse voorstellingen. De zalving van David (f119v) wordt een doopplechtigheid aan het hof van Karel VI, Sarah voor de Farao  (f16v) wordt een hofdame die voorgesteld wordt aan de koning en Salomon (f289v) wordt afgebeeld als een Franse prins omringd door zijn hovelingen.
In de Femmes nobles herkennen we dezelfde stijl met dezelfde bijzonder mooie en verfijnde afwerking van de achtergrond die van miniatuur tot miniatuur wijzigt. De kleuren van de kleding van de figuren zijn zeer geraffineerd. Zeer opmerkelijk zijn de twee miniaturen die een beeld schetsen van zijn eigen werk als miniaturist: het zelfportret van Marcia (f101v) en de miniatuur van Thamyris (f86r) die een Madonna aan het schilderen is. In 1403 was een zelfportret nog vrij zeldzaam.
Hij gebruikte in sommige werken een ongebruikelijke grisaille-techniek waarbij het grijs opgehoogd werd met gewassen kleuren. Dit bijzondere werk werd vroeger toegeschreven aan een Meester van de Roman de la Rose van Valencia, maar volgens François Avril zou het om de Meester van de kroning van Maria gaan.

## Jacob Coene?
In zijn recente studie van het werk van de miniaturist Jacques Coene, wordt door Albert Châtelet de stelling verdedigd dat de Meester van de kroning van Maria met de Brugse schilder en miniaturist Jacob Coene kan vereenzelvigd worden. Uit een rekening van 1407 blijk dat Jacob Coene 20 francs ontving van Jacques Rapondi op 3 maart 1404, in opdracht van de Bourgondische hertog Filips de Stoute, voor zijn werk aan een Bijbel in het Frans en het Latijn (of vertaald in het Frans uit het Latijn?). Coene werkte voor dit project samen met Ymbert Stanier en Jean Hainsselin van Hagenot (ook: Haincelin van Haguenau) die respectievelijk 24 en 16 francs ontvingen. In het contract wordt Coene paintre genoemd, de andere twee enlumineur. Deze Bijbel is verloren gegaan. Volgens Châtelet zou deze verdwenen Bijbel de Historiebijbel (BnF, Français.159) van Guyart des Moulins kunnen zijn, die door Raoulet van Auquetonville werd aangeboden aan Jean de Berry. Deze Bijbel wordt toegeschreven aan de Meester van de kroning van Maria. Dit blijft echter een hypothese die niet via documenten gestaafd kan worden.

## Werken

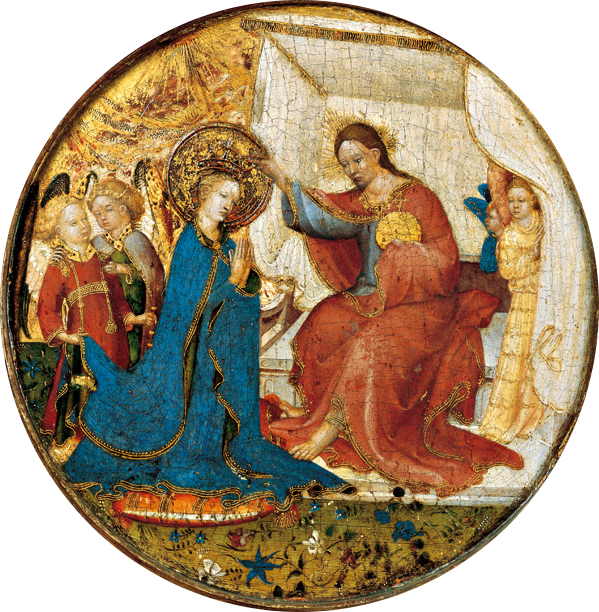
Kroning van Maria, ca. 1400, tondo, Gemäldegalerie Berlijn.

De volgende werken worden aan de meester toegeschreven:

### Handschriften
- Légende de saint Voult de Lucques, dit manuscript was misschien bestemd voor een kapel van de Saint-Sépulcre in Parijs, ca. 1400, Een frontispice miniatuur toont de opdrachtgevers, de broers Dino en Jacopo Rapondi, Vaticaanse Bibliotheek, Cod. Pal.1988
- Le Roman de la Rose en  Le Testament, le codicille et les Sept Articles de la foi van Jean de Meung, miniaturen in grisaille met gewassen kleuren, 1405, Historische bibliotheek van de Universiteit van Valencia, Ms. 387 (1327)
- De Legenda aurea van Jacques de Voragine, vertaald door Jean de Vignay, 1402, BnF, Parijs, Français 242
- Getijdenboek voor het gebruik van Nantes, in opdracht van Guillaume Mauléon, 11 kleine miniaturen, ca. 1402, Morgan Library & Museum, New York, M. 515
- Historiebijbel van Guyart des Moulins, aangeboden door Raoulet van Auquetonville aan Jean de Berry, miniaturen van ff. 10 tot 256v en ff. 266 tot 542 van de hand van de meester, in samenwerking met de Eerste meester van de Historiebijbel van Jean de Berry, voor 1402, BnF, Français 159
- Fleur des histoires de la terre d’Orient van Hayton de Courcy, gekocht bij Jacopo Rapondi door Filips de Stoute in 1403, in samenwerking met de Meester van de Clères Femmes, BnF, Français 12201
- Livre du chemin de longue étude van Christine de Pisan, door haar aan Filips de Stoute geschonken, miniaturen in grisaille met gewassen kleuren, ca. 1402-1403, Koninklijke Bibliotheek van België, Brussel, Ms.10982
- Livre du chemin de longue étude van Christine de Pisan, door haar aan Filips de Stoute geschonken, miniaturen in grisaille met gewassen kleuren, ca. 1402-1403, BnF Français 1188
- Des Femmes nobles et renommées van Boccaccio bestemd voor Filips II van Bourgondië, 1403, BnF, Français 12420

### Schilderijen
- Kroning van Maria, tondo op paneel, ca. 1400, Gemäldegalerie, Berlijn, Kat.nr.1648
- Maagd met Kind, Johannes de Doper en een engel, op paneel, 19 x 15,2 cm, ca. 1400, privécollectie, Parijs.